# Az Illés együttes összes kislemeze
Az Illés együttes összes kislemeze című válogatáslemez 1993-ban jelent meg. Az album mivel 36 dalt, tartalmaz, melyek viszonylag hosszúak, dupla albumként jelent meg. A címével ellentétben nem az összes Illés kislemez zenei anyagát tartalmazza. Kimaradt a Még fáj minden csók és a Nem volt soha senkim valamint minden olyan szám, ami nagylemezen is megjelent, az 1964-ben megjelent kislemezek is hiányoznak róla (akkor még a Szörényi testvérek nem voltak az együttesben). A második korongot záró két szám, a Vigasztalj meg és a Légy erős viszont nem is jelent meg kislemezen.

## Az album dalai
Minden dal Szörényi Levente és Bródy János szerzeménye, kivéve azok, ahol a szerzőség jelölve van.
CD1:
1. Az utcán – 3:13
2. Johnny Guitar  (Young Lee) – 2:09
3. Itt állok egymagam – 2:39
4. Kis virág – 4:15
5. Mindig veled – 2:37
6. Nem érti más, csak én – 3:56
7. Különös lány – 2:19
8. Holdfény '69 – 4:06
9. Summertime  (Gershwin) – 2:43
10. A lány és a csavargó (Szörényi Szabolcs-Bródy János) – 3:35
11. Alig volt zöld – 2:44
12. Igen – 2:57
13. Nem érdekel, amit mondsz – 3:02
14. Régi, szép napok  (Szörényi Levente) – 2:48
15. Gondolj néha rám – 3:27
16. Nem hiszem – 2:54
17. Élünk és meghalunk  (Illés Lajos-Bródy János) – 2:48
18. Ne sírjatok, lányok – 2:58

CD2:
1. Légy jó kicsit hozzám – 2:27
2. Bűbájosok (Szörényi Levente) – 4:07
3. Miért hagytuk, hogy így legyen  (Illés Lajos-Bródy János) – 2:36
4. Menekülés – 3:27
5. Nyári mese – 2:29
6. Téli álom – 3:40
7. Júliára várunk – 3:15
8. Szoríts erősen  (Szörényi Szabolcs) – 4:33
9. A magányos – 2:27
10. Rockandroll Rézi – 2:41
11. Március, 1848 – 3:43
12. Üzenet Eddynek  (Szörényi Levente) – 2:05
13. Elvonult a vihar – 4:00
14. Régi dal  (Szörényi Szabolcs-Bródy János) – 3:03
15. Mákosrétes  (Szörényi Szabolcs-Bródy János) – 3:23
16. Tudod-e te kislány (Illés Lajos-Bródy János) – 3:10
17. Vigasztalj meg – 3:59
18. Légy erős – 2:35

A számok sorrendjét Szőke Cecília, a Magyar Rádió munkatársa állította össze.

## Közreműködők
- Illés Lajos – zongora, csembaló, orgona, vokál
- Szörényi Levente – ének, gitár, vokál
- Szörényi Szabolcs – ének, basszusgitár, vokál
- Bródy János – ritmusgitár, vokál, ének
- Pásztory Zoltán – dob, ütőhangszerek

### Az album előállítói
- Szyksznian Wanda – tasakterv
- Bulla Eszter – szerkesztő